# Список умерших в 1266 году

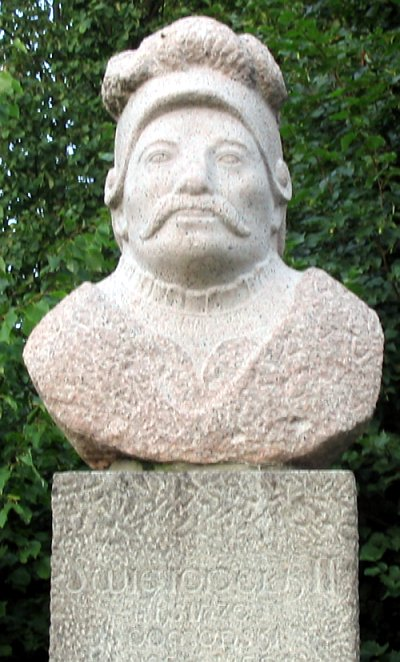
Святополк II Померанский

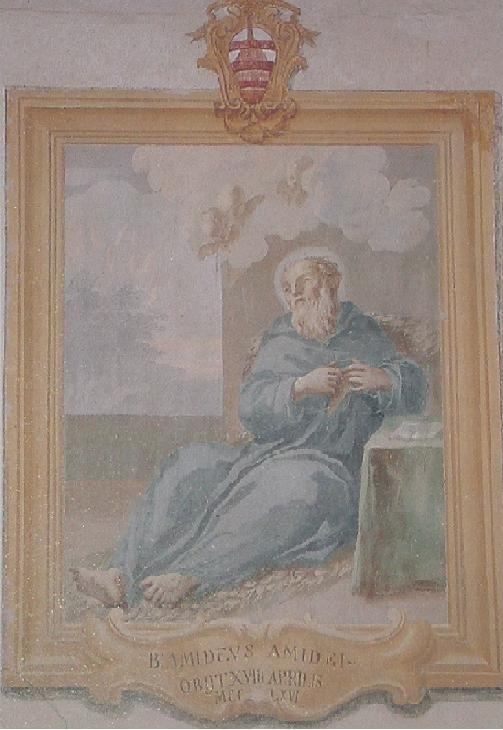
Амадеус Амидеи

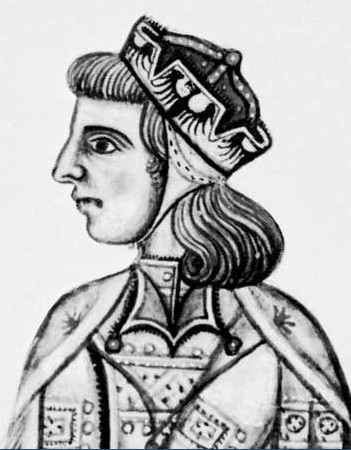
Манфред

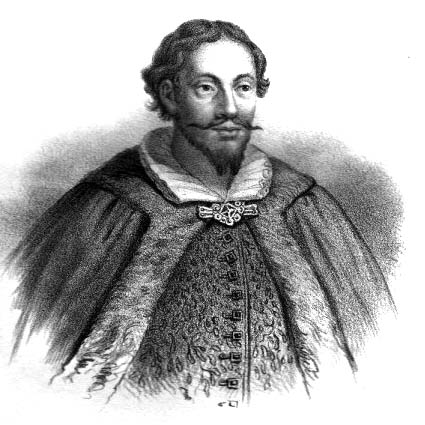
Биргер

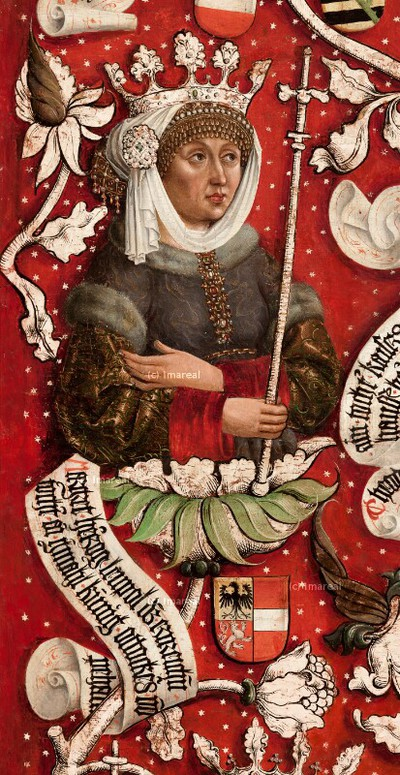
Маргарита фон Бабенберг

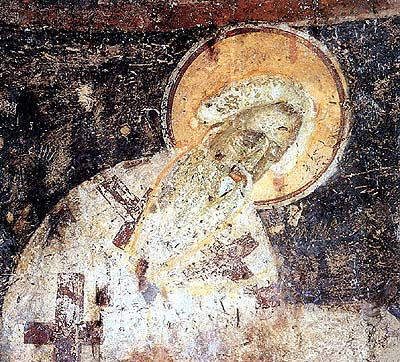
Арсений I Сремац

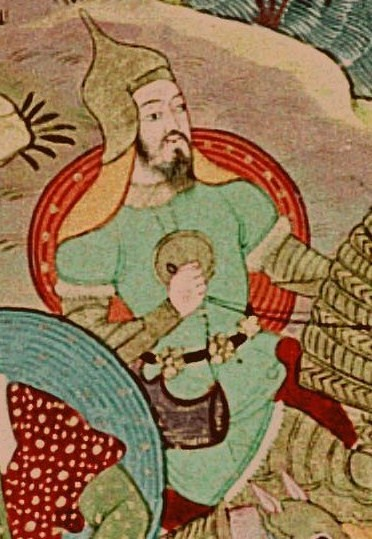
Ариг-Буга

В этой статье представлен список известных людей, умерших в 1266 году.
См. также: Категория:Умершие в 1266 году

## Январь
- 2 января — Симон Уолтон[англ.] — епископ Нориджа (1257—1266)
- 11 января — Святополк II Померанский — герцог Померелии-Гданьск (1216/1220 — 1266), герцог Померелии-Свеце и Гневе (ок. 1230—1266).

## Февраль
- 12 февраля:
  - Амадеус Амидеи[англ.] — один из основателей ордена сервитов (1233), святой римско-католической церкви;
  - Уолтер де Кнтелуп[англ.] — епископ Вустера (1236—1265).
- 18 февраля — Насир ад-дин Махмуд-шах I — султан Дели из мамлюкской династии (1246—1266).
- 26 февраля — Манфред — король Сицилии (1258—1266), погиб в битве при Беневенто

## Март
- 7 марта — Куно фон Минден[нем.] — епископ Миндена (1261—1266)
- Маргарет де Квинси[англ.]	— графиня Линкольн (1232—1266)

## Апрель
- 4 апреля — Иоганн I — маркграф Бранденбурга (1220—1266)
- 14 апреля — Магистр Рогерий — епископ Сплита (1249—1266), автор «Горестной песни о разорении Венгерского королевства татарами»
- 22 апреля — Жиль фон Сеймур[нем.] — архиепископ Тира (1253—1256)

## Май
- 27 мая — Елизавета Брауншвейгская[нем.] — королева-консорт Германии и графиня-консорт Голландии и Зеландии (1252—1256), жена Вильгельма II

## Июнь
- 12 июня — Генрих II — первый граф Ангальт-Ашерслебена (1252–1266}
- 29 июня — Флорент[фр.] — архиепископ Арля (1262—1266)

## Июль
- 24 июля — Альбрехт II фон Мютцен[нем.] — епископ Мейсена (1258—1266)
- Смарагд де Калочи[англ.] — архиепископ Калочи (1257—1266)

## Август
- 4 августа — Эд Бургундский — граф Невера, Осера, Тоннера (1257 — 1262)
- 24 августа — Торос — принц Киликийского армянского царства, погиб в битве с армией египетских мамлюков

## Сентябрь
- 20 сентября — Ян Прандота[англ.] — епископ Кракова (1242—1266)

## Октябрь
- 21 октября — Биргер — правитель Швеции из рода Фолькунгов, ярл Швеции (1248—1266), регент (1250—1266), основатель Стокгольма
- 28 октября:
  - Арсений I Сремац — архиепископ Сербский (1233—1263), святой православной церкви;
  - Педро Хименес де Газолас[исп.] — епископ Памплоны (1242—1266).
- 29 октября — Маргарита фон Бабенберг — королева-консорт Германии (1225—1235), как жена Генриха VII Гогенштауфена, герцогиня-консорт Австрии (1252—1260) и королева-консорт Чехии (1253—1260), как жена Пржемысла Отакара II

## Декабрь
- 3 декабря — Генрих III Белый — Князь Вроцлава (1248—1266}
- 19 декабря — Рупрехт фон Кверфурт[нем.] — епископ Магдебурга (1260—1266)
- Жан Ибелин	— граф Яффы и Аскалона (1246—1266), юрист

## Дата неизвестна или требует уточнения
- Агнесса фон Ландсберг[англ.] — пфальцграфиня-консорт Рейнская (1211—1212), графиня-консорт Брауншвейга (1211—1227), жена Генриха V основательница аббатства Винхаузен.
- Аим[англ.] — султан Мальдивских островов (1264—1266)
- Ал-Урди, Муаййад ад-Дин — сирийский учёный, один из крупнейших астрономов XIII века, автор нептолемеевых теорий движения планет.
- Андроник II Великий Комнин — Трапезундский император (1263—1266)
- Ариг-Буга — младший сын Толуя, брат Хубилая, претендент на пост Великого хана Монгольской империи
- Берке — правитель Золотой Орды (1257—1266), первый из монгольских правителей, принявший ислам.
- Бертран II де Бо — сеньор де Мейрарг и де Пюирикар (1236/1237—1266).
- Виллар де Оннекур, архитектор из Пикардии.
- Гуго де Шалон — пфальцграф Бургундии (1248—1266)
- Джон де Грей[англ.]	— английский шериф, родоначальник многих дворянских родов.
- Иоганн I, граф Шпонгейма (с 1218) и Зайна (с 1247).
- Малкольм II[англ.] — граф Файф (1228–1266).
- Ришар из Сенона, французский хронист, теолог и ваятель.
- Роджер II де Моубрей, англо-норманский аристократ, феодальный барон Монбрей (с 1228 или 1230).
- Умар аль-Мустафик — халиф из династии Альмохадов (1248—1266)
- Филипп Чинард[англ.] — французский дворянин, адмирал и губернатор королевства Сицилии в Албании
- Хью Биго — главный юстициарий Англии (1258—1260)
- Шибан — внук Чингисхана, третий сын Джучи, младший брат Батыя. Один из командующих в западном походе монголов, основатель династии Шибанидов. Дата смерти предположительна.
- Эргэнэ-хатун, ойратская принцесса Монгольской империи и фактическая правительница Чагатайского улуса; регент от имени своего маленького сына (1252—1260).